# Iglesia de Orkanger

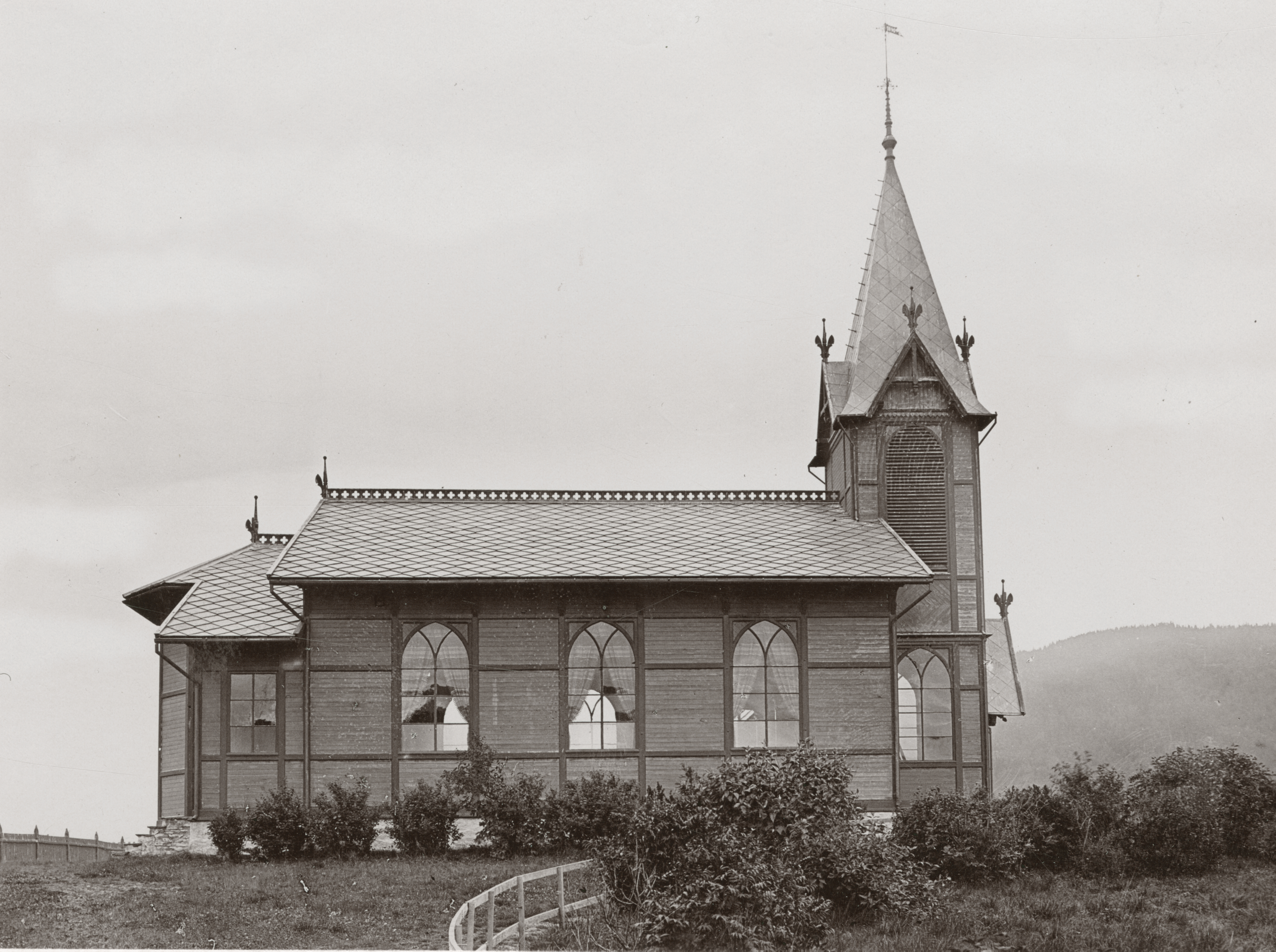
La iglesia de Orkanger.

Iglesia de Orkanger  (en noruego: Orkanger kirke) es una iglesia parroquial en el municipio de Orkdal, en el condado de Sør-Trøndelag, Noruega. La iglesia está localizada en el centro municipal, Orkanger, cerca el fiordo de Trondheim.
La iglesia de madera —originalmente llamada Orkedalsorens kirke— fue construida en 1892, y fue consagrada el 28 de abril de 1892 por el decano Brodahl. El arquitecto que la diseñó fue Christian Thams. Está localizada en la parroquia de Orkdal, que es parte del decanato de Orkdal en la diócesis de Nidaros.